# Бура (мінерал)
Бура́ (лат. borax, араб. بورق, бюрак — «білий») — мінерал, борат складу Na2B4O7·10H2O (декагідрат тетраборату натрію). Синоніми — тінкал, боракс.
Кристалізується в моноклінної сингонії, моноклінно-призматичний. Колір білий, блиск скляний, твердість 2—2,5 за Моосом. Щільність 1,71. Спайність середня по кристалографічних площинах (100) і (110).
Утворює короткопризматичні кристали, що за формою нагадують кристали піроксенів, а також суцільні зернисті маси і прожилки в глинистих породах. Типовий мінерал евапоритів. На повітрі зневоджується, втрачаючи кристалізаційну воду і вкривається скоринкою тинкалконіту або керніту, або перетворюється на них повністю.
Використовується як сировина для отримання бору і його сполук.